# Djursdala
Djursdala is een plaats in de gemeente Vimmerby in het landschap Småland en de provincie Kalmar län in Zweden. De plaats heeft 243 inwoners (2005).

## Geboren
- Gösta Holmér (1891-1983), atleet